# Alex, Inc.
Alex, Inc.  ist eine US-amerikanische Sitcom mit Zach Braff, die seit dem 28. März 2018 vom US-Sender ABC ausgestrahlt wird. Die Serie erhielt im Mai 2017 grünes Licht für die Produktion einer ersten Staffel. Hauptdarsteller Braff ist auch als Regisseur beteiligt.
Die Serie basiert auf dem Podcast StartUp von Alex Blumberg.
Die Serie wurde nach der ersten Staffel von ABC eingestellt.

## Handlung
Alex Schuman ist ein junger Familienvater Mitte 30, der trotz seiner familiären Verpflichtungen seinen bisherigen Job als Radiojournalist hinwirft und sich dafür entscheidet, seine eigene Firma zu gründen. Dabei läuft nicht alles so wie geplant, dennoch stellt sich Alex der Herausforderung.

## Episodenliste
| Folge | Originaltitel                 | Regie                | Drehbuch                      | Erstausstrahlung USA | Prod. Code | Zuschauer USA (Millionen) |
| ----- | ----------------------------- | -------------------- | ----------------------------- | -------------------- | ---------- | ------------------------- |
| 1     | The Unfair Advantage          | Zach Braff           | Matt Tarses                   | 28. März 2018        | 100        | 4,60                      |
| 2     | The Wax Museum                | Zach Braff           | Matt Tarses                   | 4. April 2018        | 101        | 3,73                      |
| 3     | The Butterfly Pavilion        | Richie Keen          | Vanessa McCarthy              | 11. April 2018       | 103        | 3,53                      |
| 4     | The Nanny                     | Alisa Statman        | Juliet Seniff                 | 17. April 2018       | 106        | 4,85                      |
| 5     | The Mother-in-Law             | Michael Patrick Jann | Dan Rubin                     | 18. April 2018       | 102        | 2,76                      |
| 6     | The Cop Car                   | Zach Braff           | Andy St. Clair & Paul O’Toole | 25. April 2018       | 104        |                           |
| 7     | The Grande Apologano          | Zach Braff           | Lisa McQuillan                | 25. April 2018       | 107        | 2,49                      |
| 8     | The Internet Trolls           | Phil Traill          | Joshua Corey & Brian Kratz    | 2. Mai 2018          | 105        | 3,06                      |
| 9     | The Fever                     | Chris Koch           | Morgan Beck & Dan Rubin       | 9. Mai 2018          | 108        | 3,03                      |
| 10    | The Rube Goldberg Contraption | John Putch           | Joshua Corey & Brian Kratz    | 16. Mai 2018         | 109        | 3,24                      |